# 図書館奇譚
『図書館奇譚』（としょかんきたん）は、村上春樹の短編小説。後述するように本短編を元にした複数の絵本が存在する。

## 概要
| 初出     | 『トレフル』1982年6月号～11月号         |
| 収録書籍 | 『カンガルー日和』（平凡社、1983年9月） |

翻訳版は下記参照のこと。

## あらすじ
図書館の貸出しコーナーには見たことのない中年の女性が座っていた。「僕」が本を捜していると言うと、彼女は「階段を下りて右。107号室」と言った。この図書館に百回も来ているが、地下室があったことは初耳だった。107のドアを開けると顔に小さなしみがいっぱいついた老人が古い机に座っていた。「僕」は言った。
「実はオスマン・トルコ帝国の収税政策を知りたいと思っているのですが」
老人は三冊のぶ厚い本を抱えて戻ってきて、この三冊は貸し出し禁止なので奥の部屋で読んでもらうことになると言った。老人に案内された部屋には羊男がいた。「僕」は牢屋に閉じ込められる。1か月後に老人が試験をし、三冊の本をきちんと暗記していたらそこから出してもらえるとのことだったが、実際はのこぎりで頭を切られ知識の詰まった脳味噌をちゅうちゅう吸われてしまうのだった。
夜7時にノックの音がしてドアが開き、これまでに見たこともないような美しい少女がワゴンを押して部屋に入ってきた。彼女は料理を机の上に並べて、手まねで「もう泣くのはやめて、ごはんをお食べなさないな」と言った。

## 絵本『ふしぎな図書館』（2005年）
2005年2月7日、「ふしぎな図書館」と改題され、講談社より絵本として単独で出版された。絵は佐々木マキが担当した。装丁は菊地信義。同書は2008年1月16日、講談社文庫として文庫化された。
絵本として出版されたので、それに相応しい言葉遣いに改められている。（例）「オスマン・トルコ帝国の収税政策」→「オスマントルコ帝国の税金のあつめ方」、「禁帯出」→「貸しだし禁止」、「本当に君の意志でここに来たのかい？」→「ほんとうにここに、本を読みにきたくてきたんだね？」など。

## 絵本『図書館奇譚』（2014年）
2013年8月26日、ドイツのデュモン社より『Die unheimliche Bibliothek』のタイトルで絵本として出版された。翻訳はウルズラ・グレーフェ（Ursula Gräfe）。イラストレーションはカット・メンシック（Kat Menschik）。カット・メンシックと村上のコンビの作品は、『Schlaf』（2009年8月刊行。日本語版は「ねむり」）、『Die Bäckereiüberfälle』（2012年3月刊行。日本語版は「パン屋を襲う」）に続いて3作目。
2014年11月27日、『Die unheimliche Bibliothek』の日本語版が新潮社より出版される。タイトルは元の「図書館奇譚」に戻った。

## 翻訳
| 翻訳言語        | タイトル                   | 翻訳者                               | イラストレーション | 発行日         | 発行元            |
| --------------- | -------------------------- | ------------------------------------ | ------------------ | -------------- | ----------------- |
| 英語            | The Strange Library        | テッド・グーセン                     | チップ・キッド     | 2014年12月2日  | Knopf             |
| フランス語      | L'étrange bibliothèque     | Hélène Morita                        | カット・メンシック | 2015年11月30日 | Belfond           |
| ドイツ語        | Die unheimliche Bibliothek | ウルズラ・グレーフェ                 | カット・メンシック | 2013年8月26日  | DuMont Buchverlag |
| イタリア語      | La strana biblioteca       | Antonietta Pastore                   | Lorenzo Ceccotti   | 2015年11月17日 | Einaudi           |
| 中国語 (繁体字) | 圖書館奇譚                 | 頼明珠                               | カット・メンシック | 2014年8月11日  | 時報出版          |
| 韓国語          | 이상한 도서관              | 梁潤玉（ヤン・ユンオク）             | カット・メンシック | 2014年5月      | 文学思想社        |
| ハンガリー語    | Különös könyvtár           | Mayer Ingrid（マイエル・イングリッド | チップ・キッド     | 2018年         | Geopen            |